# Metzgeria crassipilis
Metzgeria crassipilis là một loài Rêu trong họ Metzgeriaceae. Loài này được (Lindb.) A. Evans mô tả khoa học đầu tiên năm 1909.